# تیم ملی فوتسال سنگاپور
تیم ملی فوتسال سنگاپور  نماینده سنگاپور در مسابقات بین‌المللی فوتسال و یکی از تیم‌های فوتسال آسیایی است. 